# Miss Teen USA
Miss Teen USA är en skönhetstävling som har hållits sedan 1983. Deltagarna är tonårsflickor.

## Vinnare
| År   | Miss Teen USA      | Stat           | Plats                       |
| ---- | ------------------ | -------------- | --------------------------- |
| 1983 | Ruth Zakarian      | New York       | Lakeland, Florida           |
| 1984 | Cherise Haugen     | Illinois       | Memphis, Tennessee          |
| 1985 | Kelly Hu           | Hawaii         | Miami, Florida              |
| 1986 | Allison Brown      | Oklahoma       | Daytona Beach, Florida      |
| 1987 | Kristi Addis       | Mississippi    | El Paso, Texas              |
| 1988 | Mindy Duncan       | Oregon         | San Bernardino, Kalifornien |
| 1989 | Brandi Sherwood    | Idaho          | San Bernardino, Kalifornien |
| 1990 | Bridgette Wilson   | Oregon         | Biloxi, Mississippi         |
| 1991 | Janel Bishop       | New Hampshire  | Biloxi, Mississippi         |
| 1992 | Jamie Solinger     | Iowa           | Biloxi, Mississippi         |
| 1993 | Charlotte Lopez    | Vermont        | Biloxi, Mississippi         |
| 1994 | Shauna Gambill     | Kalifornien    | Biloxi, Mississippi         |
| 1995 | Keylee Sue Sanders | Kansas         | Wichita, Kansas             |
| 1996 | Christie Lee Woods | Texas          | Las Cruces, New Mexico      |
| 1997 | Shelly Moore       | Tennessee      | South Padre Island, Texas   |
| 1998 | Vanessa Minnillo   | South Carolina | Shreveport, Louisiana       |
| 1999 | Ashley Coleman     | Delaware       | Shreveport, Louisiana       |
| 2000 | Jillian Parry      | Pennsylvania   | Shreveport, Louisiana       |
| 2001 | Marissa Whitley    | Missouri       | South Padre Island, Texas   |
| 2002 | Vanessa Semrow     | Wisconsin      | South Padre Island, Texas   |
| 2003 | Tami Farrell       | Oregon         | Palm Springs, Kalifornien   |
| 2004 | Shelley Hennig     | Louisiana      | Palm Springs, Kalifornien   |
| 2005 | Allie LaForce      | Ohio           | Baton Rouge, Louisiana      |
| 2006 | Katie Blair        | Montana        | Palm Springs, Kalifornien   |
| 2007 | Hilary Cruz        | Colorado       | Pasadena, Kalifornien       |
| 2008 | Stevi Perry        | Arkansas       | Nassau, Bahamas             |
| 2009 | Stormi Henley      | Tennessee      | Nassau, Bahamas             |
| 2010 | Kami Crawford      | Maryland       | Nassau, Bahamas             |